# Hansacypris
Hansacypris is een geslacht van kreeftachtigen uit de klasse van de Ostracoda (mosselkreeftjes).

## Soorten
- Hansacypris aspera Wouters, 1984
- Hansacypris glabra Wouters, 1984
- Hansacypris hwetienyi Hu & Tao, 2008
- Hansacypris rara (Mueller, 1894) Maddocks, 1992